# Shavkat Hamroyev
Shavkat Rahimovich Hamroyev (kyrillisch Шавкат Раҳимович Ҳамроев, russisch Шавкат Рахимович Хамраев Schawkat Rachimowitsch Chamrajew; * 13. August 1964 in Buchara, Usbekische SSR, UdSSR) ist ein usbekischer Politiker. Seit 2018 ist er Minister für Wasserressourcen.

## Biografie
Shavkat Hamroyev absolvierte 1986 das Taschkent-Institut für Bewässerung und landwirtschaftliche Verbesserung (heute Taschkent-Institut für Bewässerungs- und landwirtschaftliche Mechanisierungsingenieure) und 2001 die Akademie für Staats- und Sozialbau unter dem Präsidenten der Republik Usbekistan.
Er begann seine Karriere im Jahr 1986 als leitender Wasserbauingenieur und dann als Chefingenieur der Abteilung für Wasserressourcen des Bezirks Qorovulbozor in der Region Buchara. Von 1994 bis 1997 war er stellvertretender Leiter der Führung des Wassermanagements in der Region Buchara.
Von 1997 bis 2001 arbeitete er als erster stellvertretender Hokim des Bezirks Vobkent in der Region Buchara. Im Jahr 2001 wurde er zum stellvertretenden Leiter der Abteilung für Landwirtschaft und Wasserwirtschaft der Region Buchara sowie zum Leiter des Dienstes zur Regulierung der Wasserressourcen ernannt. 2003 wurde er zum ersten stellvertretenden Leiter des Amu-Bukhara-Beckenmanagements für Bewässerungssysteme ernannt.
Im Jahr 2005 wurde Hamroyev zum stellvertretenden Minister für Landwirtschaft und Wasserressourcen Usbekistans, Leiter der Hauptabteilung für Wasserressourcen, ernannt und hatte dieses Amt bis 2017 inne. Am 12. Februar 2018 wurde er per Dekret des Präsidenten von Usbekistan, Shavkat Mirziyoyev, zum Minister für Wasserressourcen Usbekistans ernannt.
Am 6. September 2019 wurde Hamroyev auf der 70. Tagung des Internationalen Exekutivrates der Internationalen Kommission für Bewässerung und Entwässerung (ICID) auf der Insel Bali (Indonesien) einstimmig zum Vizepräsidenten der ICID für 2019–2022 gewählt.

## Auszeichnungen und Titel
- Orden „Dustlik“ (2011)
- Geehrter Irrigator von Karakalpakstan (2016)
- Geehrter Irrigator von Usbekistan (2017)